# Fronte Religioso Unito
Il Fronte Religioso Unito (in ebraico: חֲזִית דָּתִית מְאוּחֶדֶת, Hazit Datit Meuhedet) è stata un'alleanza politica dei quattro principali partiti religiosi israeliani, così come l'Unione degli Indipendenti Religiosi, formata per correre alle elezioni del 1949.

## Storia
Il Fronte Religioso Unito è stato formato come un'alleanza di tutti e quattro i principali partiti religiosi (Mizrachi, Hapoel HaMizrachi, Agudat Yisrael e Poalei Agudat Yisrael), così come l'Unione degli Indipendenti Religiosi, al fine di candidarsi alle elezioni del 1949, le prime dopo indipendenza.
Alle elezioni la lista ha ottenuto 16 seggi, diventando così la terza alla Knesset. La distribuzione iniziale dei seggi tra i partiti ha visto Hapoel HaMizrachi occuparne sette, Mizrachi quattro, Poalei Agudat Yisrael tre e Agudat Yisrael due. Si è unito al partito al Mapai di David Ben-Gurion nella formazione della coalizione del primo governo di Israele, insieme al Partito Progressista, alle Comunità Sefardite e Orientali e alla Lista Democratica di Nazareth.
Tuttavia, il raggruppamento ha creato problemi nella coalizione di governo a causa del suo diverso atteggiamento nei confronti dell'istruzione nei nuovi campi di immigrati e nel sistema di educazione religiosa. Hanno anche chiesto a Ben-Gurion di chiudere il ministero dell'approvvigionamento e del razionamento e di nominare un uomo d'affari come ministro del commercio e dell'industria. Di conseguenza, Ben-Gurion si dimise il 15 ottobre 1950.
Dopo che le differenze furono risolte, Ben Gurion formò il secondo governo il 1º novembre 1950, con il Fronte Religioso Unito che mantenne il proprio posto nella coalizione.
Dopo che furono indette le elezioni per la seconda Knesset nel 1951, il raggruppamento si sciolse nei suoi singoli partiti che competerono separatamente le elezioni. 